# Leucauge bituberculata
Leucauge bituberculata là một loài nhện trong họ Tetragnathidae.
Loài này thuộc chi Leucauge. Leucauge bituberculata được miêu tả năm 1987 bởi Baert.